# Безуглий Віталій Вікторович
Віта́лій Ві́кторович Безу́глий (1972, Дніпропетровськ) — український географ, кандидат педагогічних наук, заступник декана геолого-географічного факультету Дніпровського національного університету імені Олеся Гончара.

## Біографія
Віталій Вікторович народився в місті Дніпропетровськ 1972 року. 1990 року вступив на денне відділення геолого-географічного факультету Дніпровського національного університету імені Олеся Гончара. 1995 року закінчив університет із відзнакою, здобув вищу освіту за спеціальністю географія. Залишився працювати асистентом кафедри фізичної та економічної географії; з 2000 року — старший викладач, з 2003 року — доцент кафедри.
У грудні 2003 року захистив кандидатську дисертацію за темою «Методика навчання фізичної географії України засобами комп'ютерних технологій» (13.00.02 — теорія та методика навчання географії). З вересня 2000 року заступник декана факультету з виховної роботи, з квітня 2015 року — заступник декана з навчальної роботи. Член Вченої ради геолого-географічного факультету ДНУ.
Викладає курси лекцій: «Основи демографії», «Географія світового господарства», «Соціальна географія», «Економічна й соціальна географія України», «Туристичні райони України». Член журі обласної олімпіади учнів з географії. Засновник та беззмінний керівник навчальної практики студентів-географів 1 курсу, яка з 1995 по 2013 роки проводилася на території Криму, з 2015 року проводиться на території Одещини.

## Наукові праці
Сфера наукових інтересів: країнознавство, регіональна економічна і соціальна географія, проблеми світового господарства, соціальна географія України, регіональний туризм, рекреація Європи та України.
Безуглий Віталій Вікторович є автором понад 110 наукових публікацій, з яких 1 підручник із грифом Міністерства освіти і науки України (МОН), 8 навчальних посібників із грифом МОН.
- Паламарчук Л. Б., Гільберг Т. Г., Безуглий В. В. Географія: підруч. для 10 кл. загальноосвітн. навч. закл.: профіл. рівень. — К. : Генеза, 2010. — 304 с.
- Безуглий В. В., Козинець С. В. Регіональна економічна та соціальна географія світу. — К. : Видавничий центр «Академія», 2007. — 688 с. — ISBN 9789665802396.
- Безуглий В. В. Економічна і соціальна географія зарубіжних країн. — К. : Видавничий центр «Академія», 2007. — 704 с. — ISBN 9789665802426.
- Безуглий В. В., Доценко Л. В. Біогеографія : навчальний посібник. — Дніпропетровськ : Середняк Т. К, 2014. — 376 с. — ISBN 9786177029754.
- Безуглий В. В., Костащук І. І. Географія : твій репетитор : комплексне видання для підготов. до зовніш. незалеж. оцінювання. — К. : Генеза, 2013. — 352 с.
- Безуглий В. В. Навчально-краєзнавча практика у Криму. — Дніпропетровськ : РВВ ДНУ, 2006. — 76 с.
- Безуглий В. В. Географія дайвінгу в світі та в Україні // Туристично-краєзнавчі дослідження. — К., 2004. — Вип. 5. — С. 210-220.
- Безуглий В. В. Місце Дніпропетровської області в сучасному національному господарстві України / Гол. ред. колегії В. С. Бакіров // Регіон-2013: стратегія оптимального розвитку: матеріали науково-практичної конференції. — Х. : Харківський національний університет В. Н. Каразіна, 2013. — С. 247—249.